# Sassandra (città)
Sassandra è una città, sottoprefettura e comune della Costa d'Avorio. È anche capoluogo della regione di Gbôklé e dell'omonimo dipartimento. Conta una popolazione di 72 221 abitanti (censimento 2014).